# میپلتون، داربی‌شر
میپلتون (به انگلیسی: Mapleton) یک روستا و محله مدنی در بریتانیا است که در Derbyshire Dales واقع شده‌است. میپلتون ۱۴۷ نفر جمعیت دارد.